# フランク・デュリックス
フランク・デュリックス（Franck Durix, 1965年10月20日 - ）は、フランス出身の元サッカー選手、サッカー指導者。ポジションはミッドフィールダー（センターハーフ）。

## 経歴
地元クラブであるFCヴィルフランシュ・ボジョレーのユースからオリンピック・リヨンを経て、1988年にASカンヌに移籍。主将を務めた1993-1994シーズンは6位進出に貢献し、『フランス・フットボール』誌のエトワールドール（Etoile d'Or＝シーズン最優秀選手賞）も受賞した。
しかし代表には縁遠く、1994年にEURO 1996予選の代表候補合宿に招集されたのみ。
ただ、自分の絶頂期に代表に加われなかった事を「能力を見極める力が代表に無い」とし、ある時期以降は候補招集も拒否していた。
1995年、アーセン・ベンゲルから誘いを受け、Jリーグの名古屋グランパスエイトに移籍。ここでは浅野哲也とセンターハーフのコンビを組み、ピッチを幅広く動いて攻守にチームに貢献、チームの中心選手として活躍、チーム史上初のメジャータイトルとなる天皇杯の優勝に貢献した。1995年3月25日のジュビロ磐田戦でJリーグ初ゴールを決めた。同年セカンドステージ第2節、8月16日のジェフ市原との対戦では、ハーフラインを少し超えた付近からキーパーの頭上を越す超ロングシュートで得点を奪った。1996年10月26日のジュビロ磐田戦のゴールがJリーグでは最後のゴールとなった。Jリーグでは通算72試合16ゴールの成績を残した。
退団後はスイスのセルヴェットFC、フランスのFCソショー、ASカンヌでプレー。2002年に現役を引退した。
選手引退後はフランスで多国籍料理のレストラン経営を行っていたが、2015年にベトナムに渡り、ホーチミンに新設されたNutifood JMGの全寮制アカデミーでダイレクターに就き、若手選手の育成に努めている。2018年6月にはベトナム人女性と再婚した。

## 所属クラブ
- 1984年-1988年  オリンピック・リヨン
- 1988年-1994年  ASカンヌ
- 1995年-1996年  名古屋グランパスエイト
- 1997年-1999年  セルヴェットFC
- 1999年-2001年  FCソショー
- 2001年-2002年  ASカンヌ

## 個人成績
| 国内大会個人成績 | 国内大会個人成績 | 国内大会個人成績 | 国内大会個人成績 | 国内大会個人成績 | 国内大会個人成績 | 国内大会個人成績 | 国内大会個人成績 | 国内大会個人成績 | 国内大会個人成績 | 国内大会個人成績 | 国内大会個人成績 |
| 年度             | クラブ           | 背番号           | リーグ           | リーグ戦         | リーグ戦         | リーグ杯         | リーグ杯         | オープン杯       | オープン杯       | 期間通算         | 期間通算         |
| 年度             | クラブ           | 背番号           | リーグ           | 出場             | 得点             | 出場             | 得点             | 出場             | 得点             | 出場             | 得点             |
| 日本             | 日本             | 日本             | 日本             | リーグ戦         | リーグ戦         | リーグ杯         | リーグ杯         | 天皇杯           | 天皇杯           | 期間通算         | 期間通算         |
| ---------------- | ---------------- | ---------------- | ---------------- | ---------------- | ---------------- | ---------------- | ---------------- | ---------------- | ---------------- | ---------------- | ---------------- |
| 1995             | 名古屋           | -                | J                | 48               | 10               | -                | -                | 5                | 1                | 53               | 11               |
| 1996             | 名古屋           | -                | J                | 24               | 6                | 10               | 0                | 0                | 0                | 34               | 6                |
| 通算             | 日本             | 日本             | J                | 72               | 16               | 10               | 0                | 5                | 1                | 87               | 17               |
| 総通算           | 総通算           | 総通算           | 総通算           | 72               | 16               | 10               | 0                | 5                | 1                | 87               | 17               |

その他の公式戦
- 1996年
  - スーパーカップ 1試合0得点
  - サントリーカップ 2試合0得点